# Rijksrederij

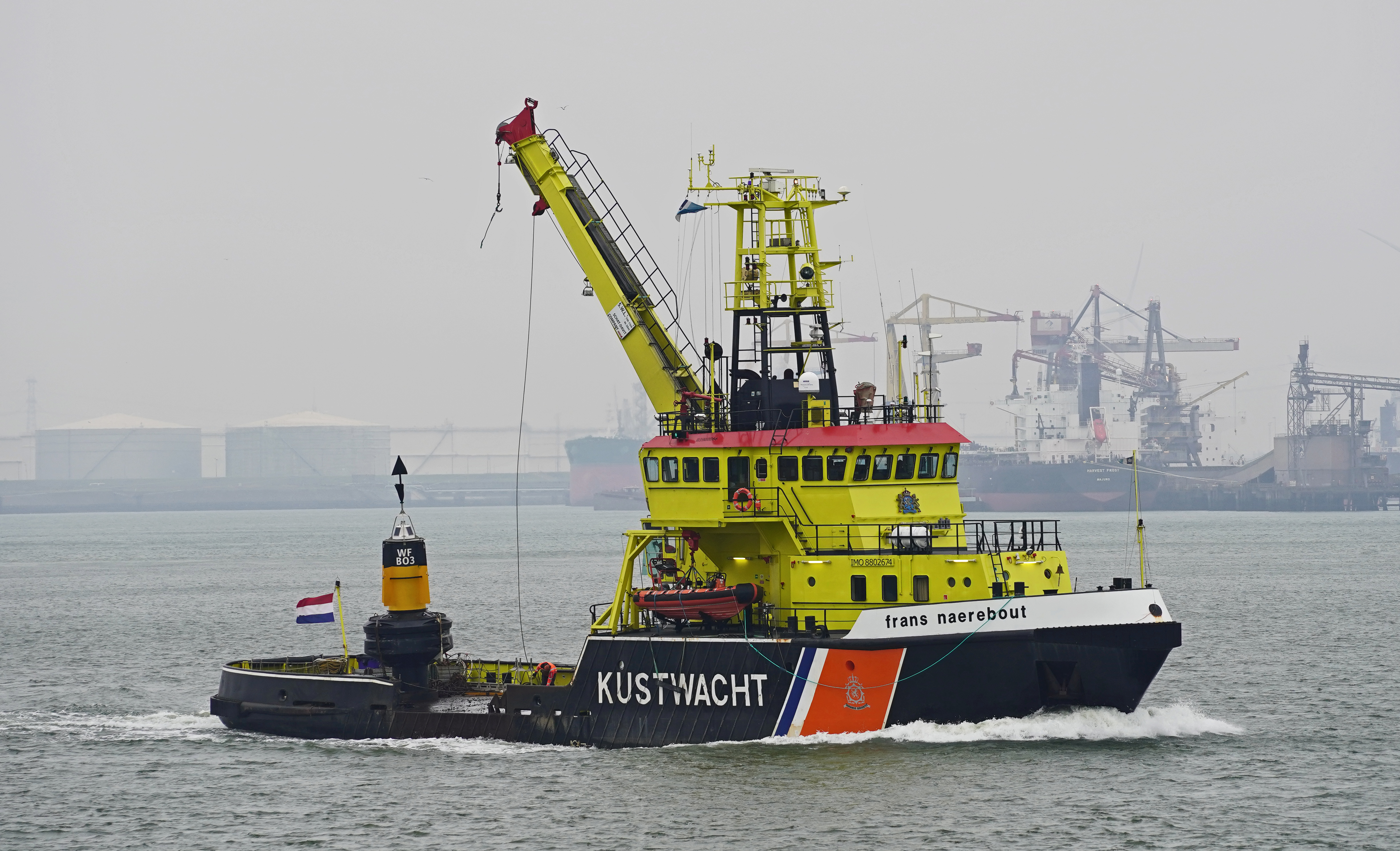
Betonningsvaartuig: De Frans Nearebout

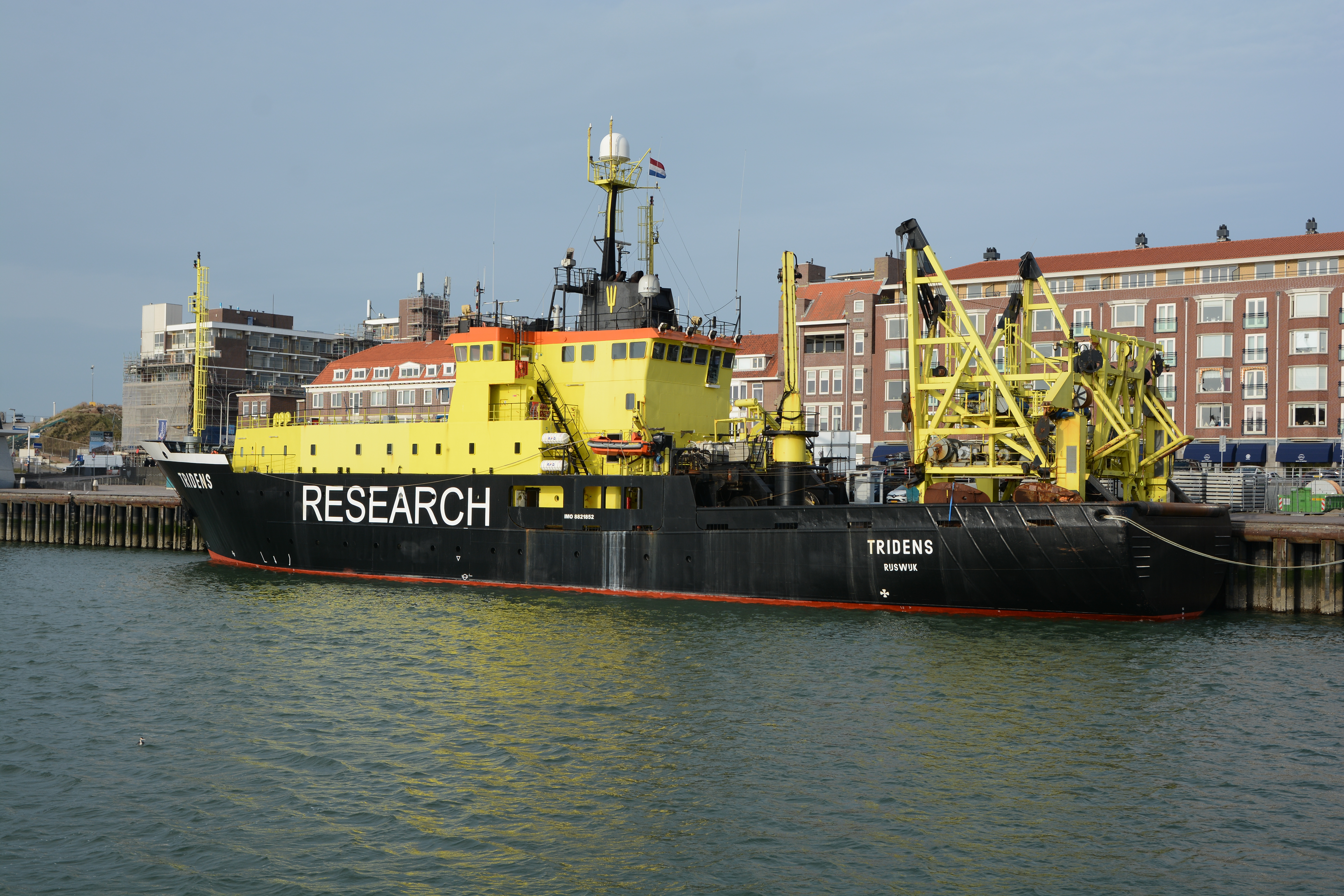
Visserij onderzoek: MV Tridens

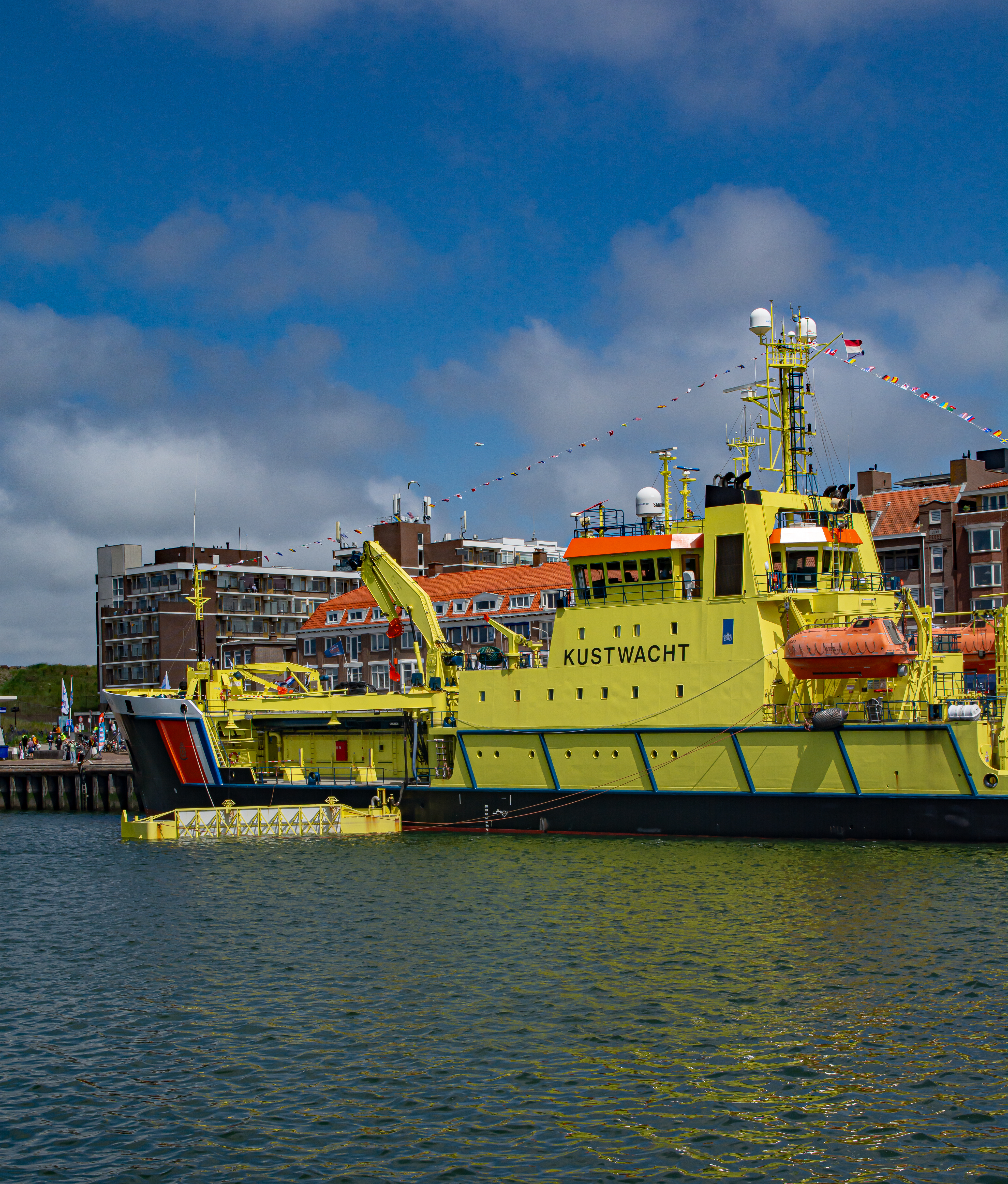
Oliebestrijding & Meten: MS Arca

De Rijksrederij is een onderdeel van Rijkswaterstaat, maar opereert hierbinnen als een zelfstandige organisatie. De hoofdtaken zijn vaarwegmarkering, patrouille, meten, visserijbeheer en -onderzoek. Daartoe zijn de schepen van de Rijksrederij voorzien van specialistische uitrustingen. Dagelijks werken er 60 medewerkers op kantoor en 280 bemanningsleden op de schepen. De Rijksrederij werd opgericht in 2009.
De rederij beheert, bemant en onderhoudt een vloot van zo'n 100 schepen en stelt die al dan niet met bemanning beschikbaar aan diverse overheidsorganisaties, zoals de Douane, Kustwacht, Ministerie van Landbouw, Natuur en Voedselkwaliteit en Rijkswaterstaat. Zo levert de rederij schepen aan het Ministerie van Landbouw, Natuur en Voedselkwaliteit schepen die speciaal zijn ingericht voor visserijonderzoek, aan de Kustwacht een schip dat sleephulp kan bieden aan schepen in nood en aan Rijkswaterstaat een directievaartuig.
Daarnaast geeft de organisatie advies over nautische zaken en vlootmanagement.
| Schip             | Type                      |
| ----------------- | ------------------------- |
| Arca              | Meten & Olie bestrijding  |
| Zirfaea           | Meten & Olie bestrijding  |
| Barend Biesheuvel | Handhaving                |
| Visarend          | Handhaving                |
| Zeearend          | Handhaving                |
| Isis              | Visserijonderzoek         |
| Luctor            | Visserijonderzoek         |
| Regulus           | Visserijonderzoek         |
| Tridens           | Visserijonderzoek         |
| Stern             | Visserijonderzoek         |
| Waddenstroom      | MPV30                     |
| Merwestroom       | MPV30                     |
| Scheldestroom     | MPV30                     |
| Terschelling      | Betonning (zee)           |
| Rotterdam         | Betonning (zee)           |
| Frans Nearebout   | Betonning (zee)           |
| Cygnus            | Betonning (binnenwateren) |
| Conrad            | Betonning (binnenwateren) |
| Heffesant         | Betonning (binnenwateren) |